# Moquette

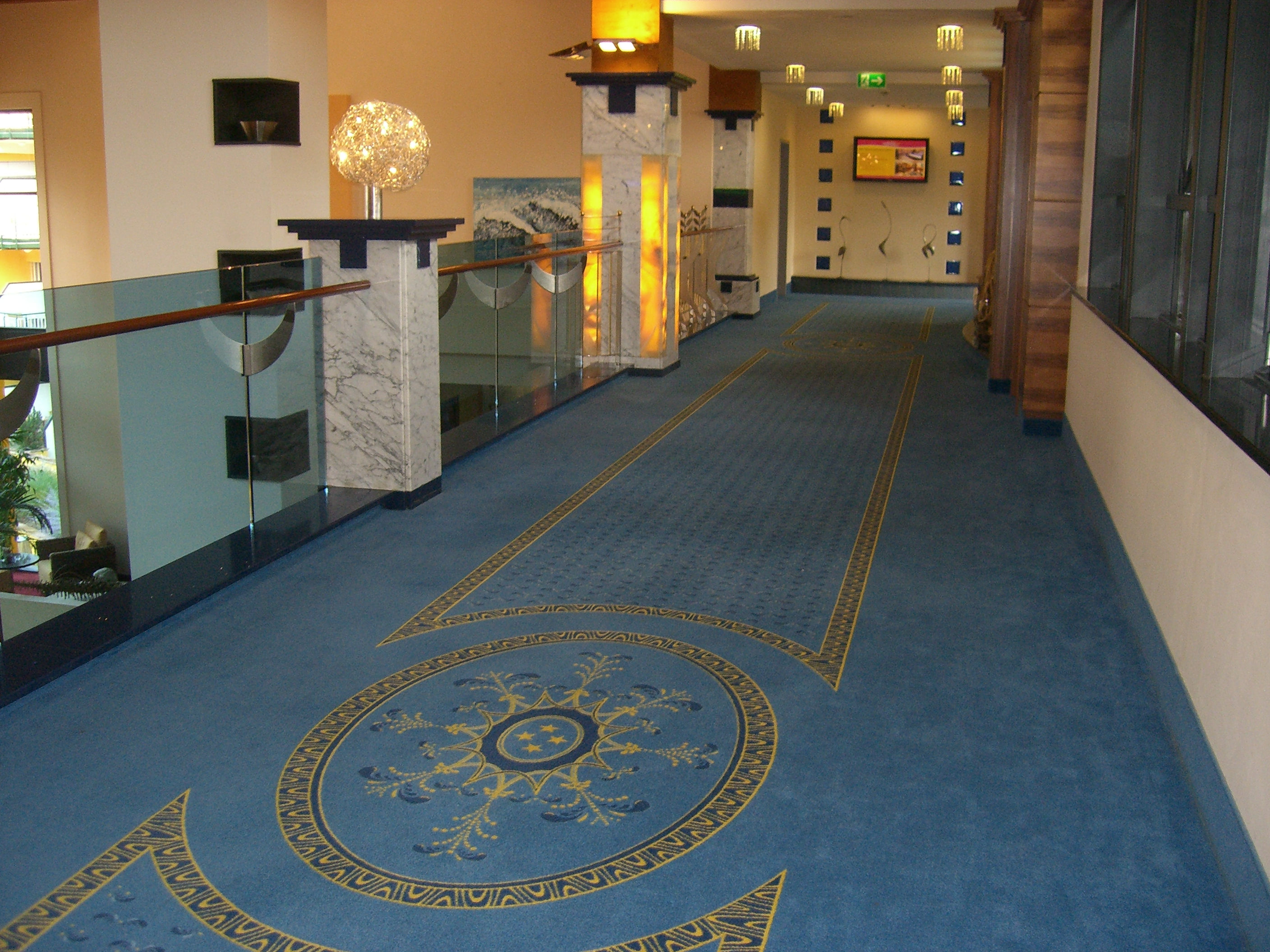
Moquette

La moquette, tapis mur à mur (qc) ou tapis-plain (be) est un revêtement de sol textile composé d’un tissu en laine, coton, soie ou fibre synthétique recouvrant généralement toute la surface d’une pièce.
En 1650 on la nommait « moucade » ou « mocade » mot d'origine inconnue qui a évolué en moquette. Elle désignait alors une étoffe à trame et chaîne en fil mais veloutée de laine. Cette matière décorative a pris plus tard le sens de tapis cloué ou collé au sol recouvrant l'ensemble de la pièce.
La moquette est aujourd'hui fabriquée en diverses matières et en coloris quasi-infinis. Au fil des siècles, la méthode de fabrication de la moquette s’est diversifiée pour répondre aux nouvelles normes françaises et européennes en matière d’exigences techniques, sanitaires, et environnementales. Il existe trois types de moquettes : la moquette bouclée, la moquette coupée et la moquette structurée, combinaison des deux premières.
La moquette a connu un fort engouement dans les années soixante, notamment grâce à ses imprimés colorés, concurrençant ainsi la fabrication de tapis et participant à son déclin. Elle est également appréciée pour son confort et pour ses qualités d’insonorisation, notamment dans les habitats collectifs.
Lorsqu'elle est en matériau synthétique, il peut se créer des phénomènes d'électricité statique du fait des frottements des pieds sur sa surface, susceptibles d'endommager les appareils électroniques à proximité.

## Histoire
L’histoire de la moquette en France remonte au XVIIe siècle lorsque Colbert, alors surintendant des Bâtiments et Manufactures rétablit d’anciennes manufactures et en crée de nouvelles. En 1667, Colbert fait appel à Philippe Leclerc, un entrepreneur d’origine flamande, pour fonder une manufacture spécialisée dans la fabrication de « mocades » dans la ville d’Abbeville. Cette manufacture passe entre diverses mains avant de cesser son activité au début du XXe siècle, à la mort de son dirigeant Jean-Antoine Vayson.
L’une des plus célèbres moquettes fut celle envoyée par Louis XVI à George Washington. Elle fut tissée pour la salle de banquet de Mount Vernon, où elle peut encore être admirée aujourd’hui.
Après 1945, l'évolution de la conjoncture économique amène peu à peu de nombreuses manufactures à réorienter leurs activités vers la fabrication de moquettes. C’est notamment le cas de la manufacture royale de draps de Châteauroux et de la manufacture royale d’Aubusson, auparavant spécialisée dans la fabrication de tapis.
Au début du XXe siècle, une méthode de fabrication dite de « tuftage » révolutionne l’industrie de la moquette. Conçue aux États-Unis dans la ville de Dalton en Géorgie, cette technique va rapidement remplacer la méthode classique de tissage. Elle consiste à piquer des fils de velours à travers un support textile puis à les ancrer par une enduction sur l’envers du revêtement. À partir de 1930, la mécanisation de cette technique de fabrication a notamment favorisé son développement. Elle représente aujourd’hui 51 % de la fabrication totale alors qu’elle ne s’élevait qu’à 10 % dans les années 1950.
Aujourd’hui, le marché français de la moquette représente sept millions de mètres carrés. Produit haut de gamme, la moquette habille notamment de prestigieux bâtiments tels que l’Élysée, la salle du Conseil des ministres ou le Ritz.

## Fabrication

### Moquette tuftée
La moquette tuftée (de l’anglais tuft,touffe) est la technique de fabrication la plus répandue. Elle consiste à piquer des touffes de fils dans un support textile à la manière d’une machine à coudre. La moquette est ensuite équipée d’un dossier (retissé, de jute, de plastique, ou de coton) contre collé sur l’envers du tuft. Cette technique permet à la fois la fabrication des moquettes à velours coupés, bouclés ou structurés.

### Moquette tissée
La moquette tissée est l’un des plus anciens procédés de fabrication. Elle est tissée à la manière d’un tapis grâce à un métier à tisser traditionnel. Le dessus et l’envers de la moquette sont fabriqués simultanément, le velours étant directement tissé dans le dossier et retenu grâce à des fils de trame. 

### Moquette aiguilletée
La fabrication des moquettes aiguilletées s’apparente à celle du feutre. À partir de plusieurs couches de fibres superposées, la technique de l’aiguilletage consiste à accrocher les fibres entre elles grâce à l’utilisation d’aiguilles spéciales. Les moquettes obtenues sont très solides mais elles sont destinées à un usage temporaire car elles n’ont pas le confort des moquettes tissées et tuftées. 

### Les fibres
Les différentes matières de fibres constituent le velours de la moquette. Elles ont une incidence directe sur les propriétés physiques du revêtement au sol telles que la résistance ou la longévité. Il existe deux types de fibres : naturelles, d’origine animale (laine) ou végétale (jonc de mer, coco, sisal) et synthétiques (polyamide ou polypropylène). 
Après avoir servi à tisser des tapis depuis plus de cinq siècles avant Jésus-Christ, la laine est celle qui fut utilisée dans la fabrication des premières moquettes. Toutefois, les fibres synthétiques sont aujourd’hui majoritairement utilisées. 

## Entretien
L’entretien d’une moquette doit être régulier mais est très simple. Il suffit d’un aspirateur (balai, traineau ou à cuve), choisi en fonction de sa puissance d’extraction et de ses performances mécaniques. On peut également utiliser un balai mécanique ou un shampoing pour éliminer les poussières et les taches.
Le détachage intervient uniquement lorsqu’un produit étranger tombe accidentellement sur la moquette. Environ 90 % des taches disparaissent à l’aide d’un simple chiffon propre imbibé d’eau si l’intervention est rapide ou effectué dans un délai qui ne permet pas la pénétration et le séchage du produit.

## Santé
Contrairement aux sols lisses, les fibres de la moquette capturent les poussières en suspension et pourraient éviter la propagation des allergènes dans l’air. En 2006, le DAAB (Association allemande Asthme et Allergie) publie des recommandations en faveur de la moquette pour réduire la concentration des poussières fines dans l’air intérieur. À l'inverse, certains allergologues relèvent que les acariens, et de petits coléoptères de type dermestidés ou ptinidés, y trouvent souvent refuge, ce qui a été relevé par certains allergologues comme une cause d'allergisation et d'apparition de maladies comme l'asthme chez l'humain.